# Sjón

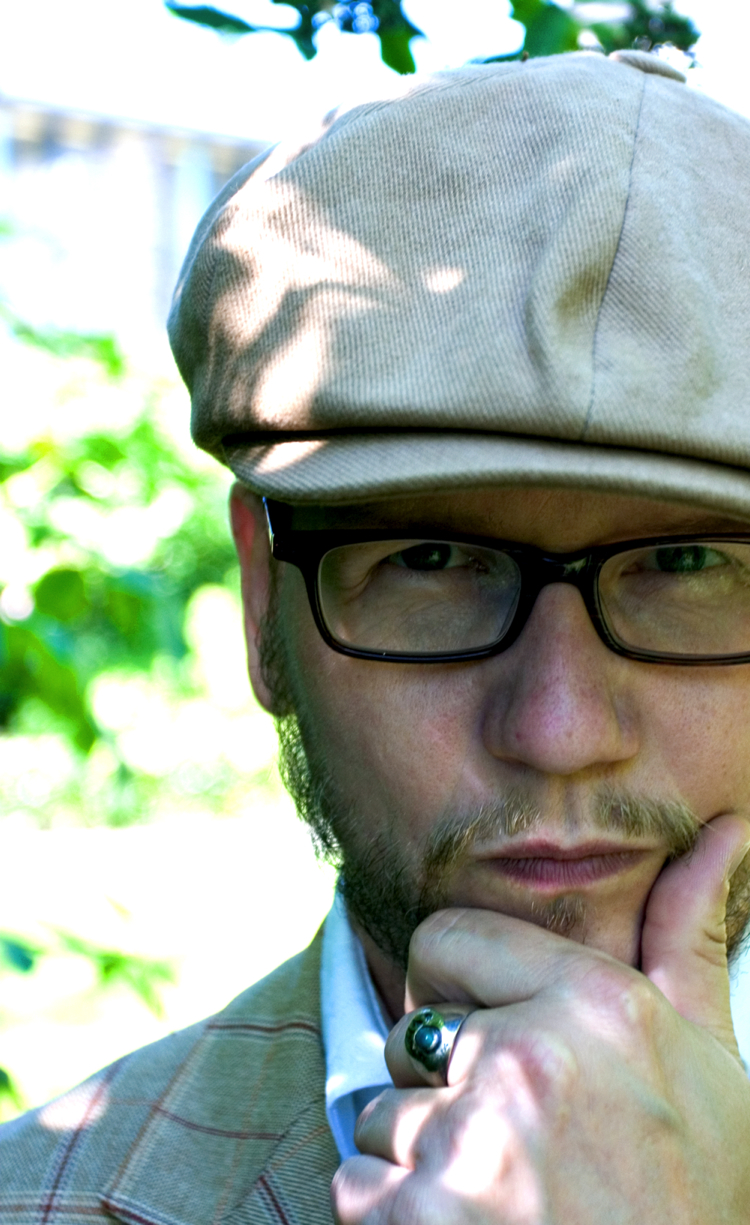
Sjón (2004)

Sigurjón Birgir Sigurðsson znany jako Sjón (ur. 1962 w Reykjavíku) – islandzki poeta i prozaik.

## Życiorys
Pseudonim utworzony został na podstawie prawdziwego imienia artysty i oznacza widok lub wzrok, ang. „Sight”.
Za powieść Skugga-Baldur otrzymał w roku 2003 nominację do Nagrody Literackiej Islandii. Rok 2005 przyniósł sukces, zdobyta Nagroda literacka Rady Nordyckiej. Krytycy podkreślali muzyczne walory tej prozy, a w anglojęzycznym świecie Sjón szeroko znany jest jako autor tekstów piosenek. Współpracował m.in. z brytyjskim The Brodsky String Quartet i islandzką piosenkarką Björk. Napisał dla niej tekst utworu Isobel i jego kontynuacji Bachelorette, a także powstałego specjalnie na Letnie Igrzyska Olimpijskie 2004 Oceania oraz najnowszego Wanderlust. W 2001 został nominowany do Oscara (Nagroda Akademii Filmowej), razem ze współtwórcami (Lars von Trier, Björk), za piosenkę I've Seen it All z filmu Tańcząc w ciemnościach.
Wystąpił także gościnnie jako wokalista na kolekcjonerskim singlu The Sugarcubes Luftgitar (air guitar) w 1987 pod pseudonimem Johnny Triumph; towarzyszący piosence teledysk ukazywał Sjóna grającego na niewidzialnym instrumencie razem z Björk i Einarem Örnem Benediktssonem. Sjón czasami ponawiał tę rolę w czasie bisów na koncertach Sugarcubes, w tym także podczas ponownego wspólnego występu grupy w 2006 (Reykjavík). Sjón nadal zaangażowany jest w islandzką scenę muzyczną jako członek komitetu doradczego fundacji Kraumur Music Fund, której celem jest wzmacnianie islandzkiego życia muzycznego, głównie poprzez wspieranie występów i prezentacji dzieł młodych muzyków.
Był jednym z założycieli surreailistyczno-dadaistycznej punkowej grupy poetów i performerów Medusa w 1979. Sjón wydał swój pierwszy zbiór wierszy, Sýnir (Wizje) już w 1978 i od tamtej pory opublikował wiele tomów poezji i prozy, a także sztuk teatralnych i opowieści dla dzieci. Jego dzieła przetłumaczono na wiele języków, m.in. włoski, hiszpański, holenderski, niemiecki, francuski. Polski przekład powieści Skugga-Baldur, pt. Skugga Baldur. Opowieść islandzka ukazał się w 2009 nakładem wydawnictwa słowo/obraz terytoria w tłumaczeniu Jacka Godka.
Sjón obecnie mieszka w Reykjavíku, wcześniej mieszkał i pracował za granicą (Londyn). Ma żonę i dwójkę dzieci.